# Pierre-Paul Grassé
Pierre-Paul Grassé (* 27. November 1895 in Périgueux; † 9. Juli 1985 im Château de Rouffillac in Carlux) war ein französischer Zoologe und Entomologe. Er war Experte für Termiten.
Grassé wurde 1926 an der Universität Montpellier über die Einzeller im Darm von Termiten promoviert. Ab 1929 war er Professor in Clermont-Ferrand, wo er sich weiter mit Termiten aus Afrika befasste. 1937 wurde er Professor an der Sorbonne und war ab 1941 Nachfolger von Maurice Caullery auf dem Lehrstuhl für Evolution der Lebewesen (Évolution des êtres organisés). Wie seine beiden Vorgänger auf dem Lehrstuhl war er Neo-Lamarckist.
Er ist Herausgeber des in Frankreich häufig nur kurz Grassé genannten Traité de zoologie, der ab 1952 in 17 Bänden (teilweise mit mehreren Teilbänden, so dass sie auf 38 Einzelbände kommen) bei Dunod erschien. Er wird auch heute noch in Neubearbeitungen fortgesetzt. Er gab auch ein dreibändiges Kompendium über Termiten heraus (Termitologia 1982, 1983 und 1984). Während seiner akademischen Laufbahn hatte er drei wissenschaftliche Zeitschriften herausgegeben: Arvernia biológica (1932), Insectes Sociaux (1953) und Biología gabonica (1964). Außerdem leitete oder beteiligte er sich an der Redaktion der beiden renommierten Zeitschriften Annales des Sciences naturelles (seit 1939) sowie dem Bulletin biologique de la France et de la Belgique (seit 1955).
Auf ihn geht die Gründung des Tropenforschungsinstituts in Makokou in Gabun zurück, das hauptsächlich Primatenforschung dient. Mit dem CNRS gründete er ein Zentrum für Elektronenmikroskopie in der Biologie (sein eigenes Institut war 1955 das erste biologische Institut in Frankreich, das ein Elektronenmikroskop erhielt).
1946 wurde er Mitglied der Académie royale des Sciences, des Lettres et des Beaux-Arts de Belgique und 1948 der Académie des sciences und war 1967 ihr Präsident. 1939 war er Präsident der  Société zoologique de France und 1941 der Société entomologique de France. Er war Kommandeur der Ehrenlegion und vielfacher Ehrendoktor (Brüssel, Basel, Bonn, Gent, Madrid, Barcelona, Sao Paulo).

## Schriften
- Parasites et parasitisme. Armand Collin, Paris 1935
- mit Max Aron (1892–1974): Précis de biologie animale. Masson, Paris 1935, 8. Auflage 1966
- mit Andrée Tétry (1907–1992): Zoologie. 2 Bände, Gallimard, Paris 1963
- Toi, ce petit dieu ! essai sur l'histoire naturelle de l'homme. Albin Michel, Paris 1971
- L'évolution du vivant, matériaux pour une nouvelle théorie transformiste. Albin Michel, Paris 1973
- La Défaite de l’amour ou le triomphe de Freud. Albin Michel 1976
- Biologie moléculaire, mutagenèse et évolution. Masson 1978
- L'Homme en accusation : de la biologie à la politique. Albin Michel 1980